# Svéd női labdarúgó-válogatott

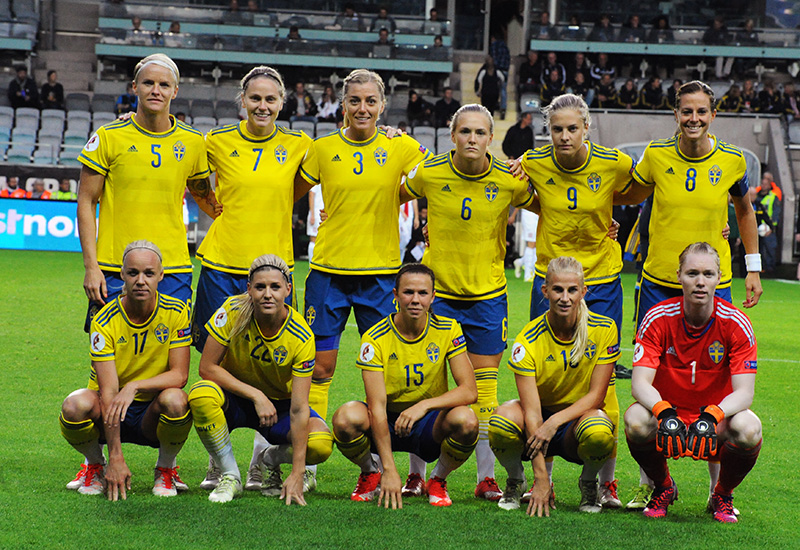
A válogatott 2015. szeptember 22-én.
Felső sor, balról: Nilla Fischer, Lisa Dahlkvist, Linda Sembrant, Magdalena Eriksson, Lina Hurtig, Lotta Schelin.
Alsó sor, balról: Caroline Seger, Olivia Schough, Jessica Samuelsson, Sofia Jakobsson, Hedvig Lindahl.

A svéd női labdarúgó-válogatott megnyerte a nem hivatalos Európa-bajnokságot 1984-ben, ezüstérmet szerzett a világbajnokságon (2003), három ezüstérmet az Európa-bajnokságon (1987, 1995, 2001), 2016-ban pedig a riói olimpián végeztek a második helyen. A csapat hatszor vett részt az olimpiai játékokon, tízszer a világbajnokságon, és tizenhárom alkalommal szerepelt a Európa-bajnokságon.

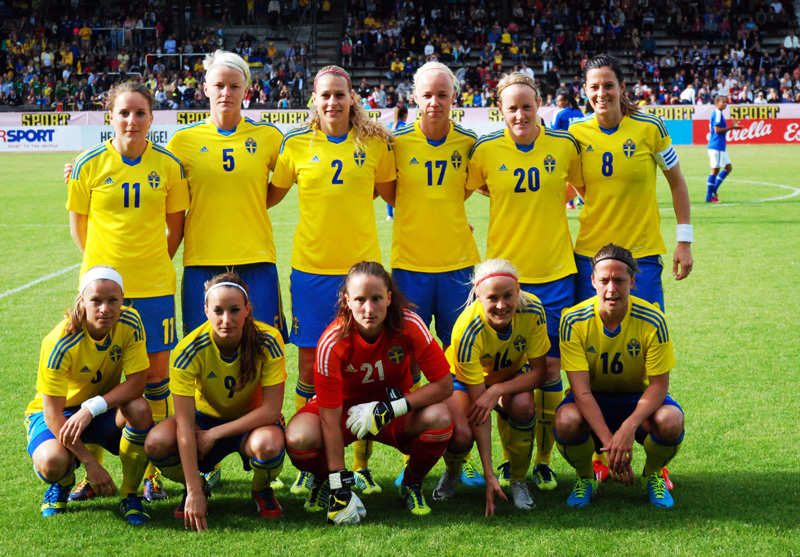
Brazília ellen 2013. június 19-én.
Felső sor, balról: Antonia Göransson, Nilla Fischer, Charlotte Rohlin, Caroline Seger, Marie Hammarström, Lotta Schelin.
Alsó sor, balról: Sara Thunebro, Kosovare Asllani, Sofia Lundgren, Josefine Öqvist, Lina Nilsson.

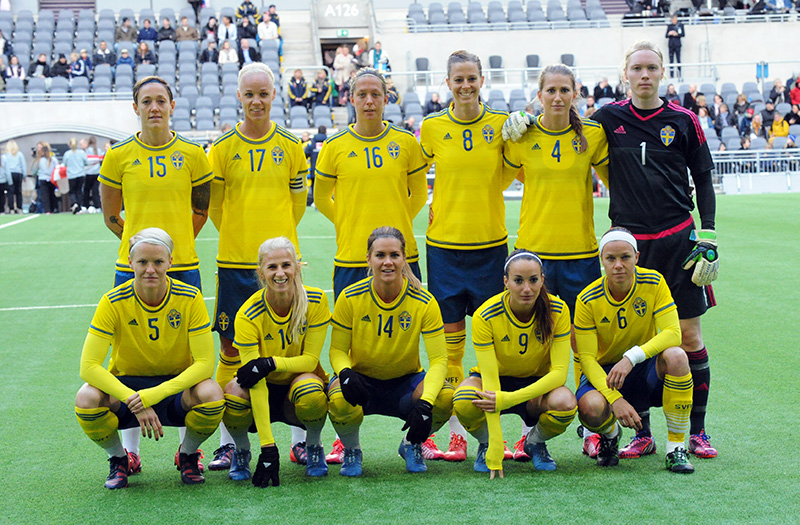
A válogatott 2015-ben, Dánia ellen.
Felső sor, balról: Therese Sjögran, Caroline Seger, Lina Nilsson, Lotta Schelin, Emma Berglund, Hedvig Lindahl.
Alsó sor, balról: Nilla Fischer, Sofia Jakobsson, Hanna Folkesson, Kosovare Asllani, Sara Thunebro.

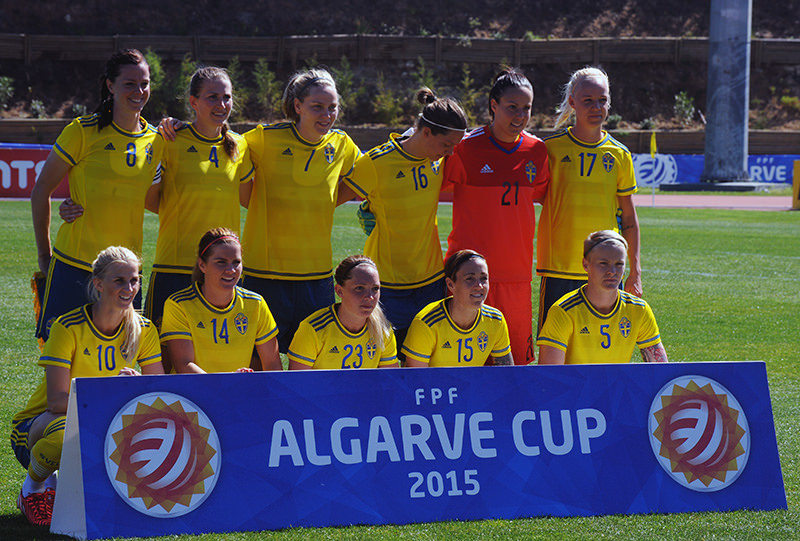
A 2015-ös Algarve-kupán.
Felső sor, balról: Lotta Schelin, Emma Berglund, Lisa Dahlkvist, Lina Nilsson, Carola Söberg, Caroline Seger.
Alsó sor, balról: Sofia Jakobsson, Hanna Folkesson, Elin Rubensson, Therese Sjögran, Nilla Fischer.

## Díjak

### Vb-szereplés
- 1971 – Előselejtező (nem hivatalos rendezvény)
- 1978 – Első forduló (nem hivatalos rendezvény)
- 1991 – Harmadik forduló
- 1995 – Negyeddöntős
- 1999 – Negyeddöntős
- 2003 – Ezüstérmes
- 2007 – Csoportkör
- 2011 – Bronzérmes
- 2015 – Csoportkör
- 2019 – Bronzérmes

### Eb-szereplés
- 1979 – Harmadik forduló (nem hivatalos rendezvény)
- 1984 – Aranyérmes
- 1987 – Ezüstérmes
- 1989 – Negyeddöntős
- 1991 – Negyeddöntős
- 1993 – Negyeddöntős
- 1995 – Ezüstérmes
- 1997 – Elődöntős
- 2001 – Ezüstérmes
- 2005 – Elődöntős
- 2009 – Negyeddöntős
- 2013 – Elődöntős
- 2017 – Negyeddöntős

### Olimpiai Játékok
- 1996 – Első forduló
- 2000 – Negyeddöntős
- 2004 – 4. hely
- 2008 – Negyeddöntős
- 2012 – Negyeddöntős
- 2016 – Ezüstérmes

## Szövetségi kapitányok
- 197300000 : Christer Molander
- 1974–1976 : Hasse Karlsson
- 1977–1978 : Tord Grip
- 197900000 : Ulf Bergquist
- 1980–1987 : Ulf Lyfors
- 1988–1991 : Gunilla Paijkull
- 1992–1996 : Bengt Simonsson
- 1996–2005 : Marika Domanski-Lyfors
- 2005–2012 : Thomas Dennerby
- 2012–2017 : Pia Sundhage
- 2017–0000 : Peter Gerhardsson

## Jelenlegi keret
A 2019-es női labdarúgó-világbajnokságra kijelölt keret.
| Szám | Poszt | Név                 | Születési dátum / Kor          | Válogatottság | Gólok | Klub                   |
| ---- | ----- | ------------------- | ------------------------------ | ------------- | ----- | ---------------------- |
| 1    | K     | Hedvig Lindahl      | 1983. április 29. (41 éves)    | 157           | 0     | Chelsea                |
| 12   | K     | Jennifer Falk       | 1993. április 26. (31 éves)    | 0             | 0     | Göteborg               |
| 21   | K     | Zećira Mušović      | 1996. május 26. (28 éves)      | 2             | 0     | Rosengård              |
| 2    | V     | Jonna Andersson     | 1993. január 2. (32 éves)      | 40            | 0     | Chelsea                |
| 3    | V     | Linda Sembrant      | 1987. május 15. (37 éves)      | 109           | 8     | Montpellier            |
| 4    | V     | Hanna Glas          | 1992. szeptember 17. (32 éves) | 21            | 0     | Paris Saint-Germain    |
| 5    | V     | Nilla Fischer       | 1984. augusztus 2. (40 éves)   | 175           | 23    | VfL Wolfsburg          |
| 6    | V     | Magdalena Eriksson  | 1993. szeptember 8. (31 éves)  | 48            | 5     | Chelsea                |
| 13   | V     | Amanda Ilestedt     | 1993. január 17. (32 éves)     | 25            | 2     | 1. FFC Turbine Potsdam |
| 15   | V     | Nathalie Björn      | 1997. május 4. (27 éves)       | 8             | 2     | Rosengård              |
| 8    | KP    | Lina Hurtig         | 1995. szeptember 15. (29 éves) | 17            | 3     | Linköping              |
| 9    | KP    | Kosovare Asllani    | 1989. július 29. (35 éves)     | 126           | 32    | Linköping              |
| 14   | KP    | Julia Roddar        | 1992. február 16. (33 éves)    | 6             | 0     | Göteborg               |
| 17   | KP    | Caroline Seger      | 1985. március 19. (39 éves)    | 193           | 27    | Rosengård              |
| 19   | KP    | Anna Anvegård       | 1997. május 10. (27 éves)      | 8             | 1     | Växjö DFF              |
| 23   | KP    | Elin Rubensson      | 1993. május 11. (31 éves)      | 62            | 2     | Göteborg               |
| 7    | CS    | Madelen Janogy      | 1995. november 12. (29 éves)   | 3             | 0     | Piteå IF               |
| 10   | CS    | Sofia Jakobsson     | 1990. április 23. (34 éves)    | 100           | 17    | Montpellier            |
| 11   | CS    | Stina Blackstenius  | 1996. február 5. (29 éves)     | 43            | 10    | Montpellier            |
| 16   | CS    | Julia Zigiotti Olme | 1997. december 24. (27 éves)   | 6             | 0     | Göteborg               |
| 18   | CS    | Fridolina Rolfö     | 1993. november 24. (31 éves)   | 34            | 8     | Bayern München         |
| 20   | CS    | Mimmi Larsson       | 1994. április 9. (30 éves)     | 20            | 6     | Linköping              |
| 22   | CS    | Olivia Schough      | 1991. március 11. (33 éves)    | 72            | 9     | Djurgårdens IF         |

| Szám | Poszt | Név                 | Születési dátum / Kor          | Válogatottság | Gólok | Klub                   |
| ---- | ----- | ------------------- | ------------------------------ | ------------- | ----- | ---------------------- |
| 1    | K     | Hedvig Lindahl      | 1983. április 29. (41 éves)    | 157           | 0     | Chelsea                |
| 12   | K     | Jennifer Falk       | 1993. április 26. (31 éves)    | 0             | 0     | Göteborg               |
| 21   | K     | Zećira Mušović      | 1996. május 26. (28 éves)      | 2             | 0     | Rosengård              |
| 2    | V     | Jonna Andersson     | 1993. január 2. (32 éves)      | 40            | 0     | Chelsea                |
| 3    | V     | Linda Sembrant      | 1987. május 15. (37 éves)      | 109           | 8     | Montpellier            |
| 4    | V     | Hanna Glas          | 1992. szeptember 17. (32 éves) | 21            | 0     | Paris Saint-Germain    |
| 5    | V     | Nilla Fischer       | 1984. augusztus 2. (40 éves)   | 175           | 23    | VfL Wolfsburg          |
| 6    | V     | Magdalena Eriksson  | 1993. szeptember 8. (31 éves)  | 48            | 5     | Chelsea                |
| 13   | V     | Amanda Ilestedt     | 1993. január 17. (32 éves)     | 25            | 2     | 1. FFC Turbine Potsdam |
| 15   | V     | Nathalie Björn      | 1997. május 4. (27 éves)       | 8             | 2     | Rosengård              |
| 8    | KP    | Lina Hurtig         | 1995. szeptember 15. (29 éves) | 17            | 3     | Linköping              |
| 9    | KP    | Kosovare Asllani    | 1989. július 29. (35 éves)     | 126           | 32    | Linköping              |
| 14   | KP    | Julia Roddar        | 1992. február 16. (33 éves)    | 6             | 0     | Göteborg               |
| 17   | KP    | Caroline Seger      | 1985. március 19. (39 éves)    | 193           | 27    | Rosengård              |
| 19   | KP    | Anna Anvegård       | 1997. május 10. (27 éves)      | 8             | 1     | Växjö DFF              |
| 23   | KP    | Elin Rubensson      | 1993. május 11. (31 éves)      | 62            | 2     | Göteborg               |
| 7    | CS    | Madelen Janogy      | 1995. november 12. (29 éves)   | 3             | 0     | Piteå IF               |
| 10   | CS    | Sofia Jakobsson     | 1990. április 23. (34 éves)    | 100           | 17    | Montpellier            |
| 11   | CS    | Stina Blackstenius  | 1996. február 5. (29 éves)     | 43            | 10    | Montpellier            |
| 16   | CS    | Julia Zigiotti Olme | 1997. december 24. (27 éves)   | 6             | 0     | Göteborg               |
| 18   | CS    | Fridolina Rolfö     | 1993. november 24. (31 éves)   | 34            | 8     | Bayern München         |
| 20   | CS    | Mimmi Larsson       | 1994. április 9. (30 éves)     | 20            | 6     | Linköping              |
| 22   | CS    | Olivia Schough      | 1991. március 11. (33 éves)    | 72            | 9     | Djurgårdens IF         |